# Аритмия (искусство)

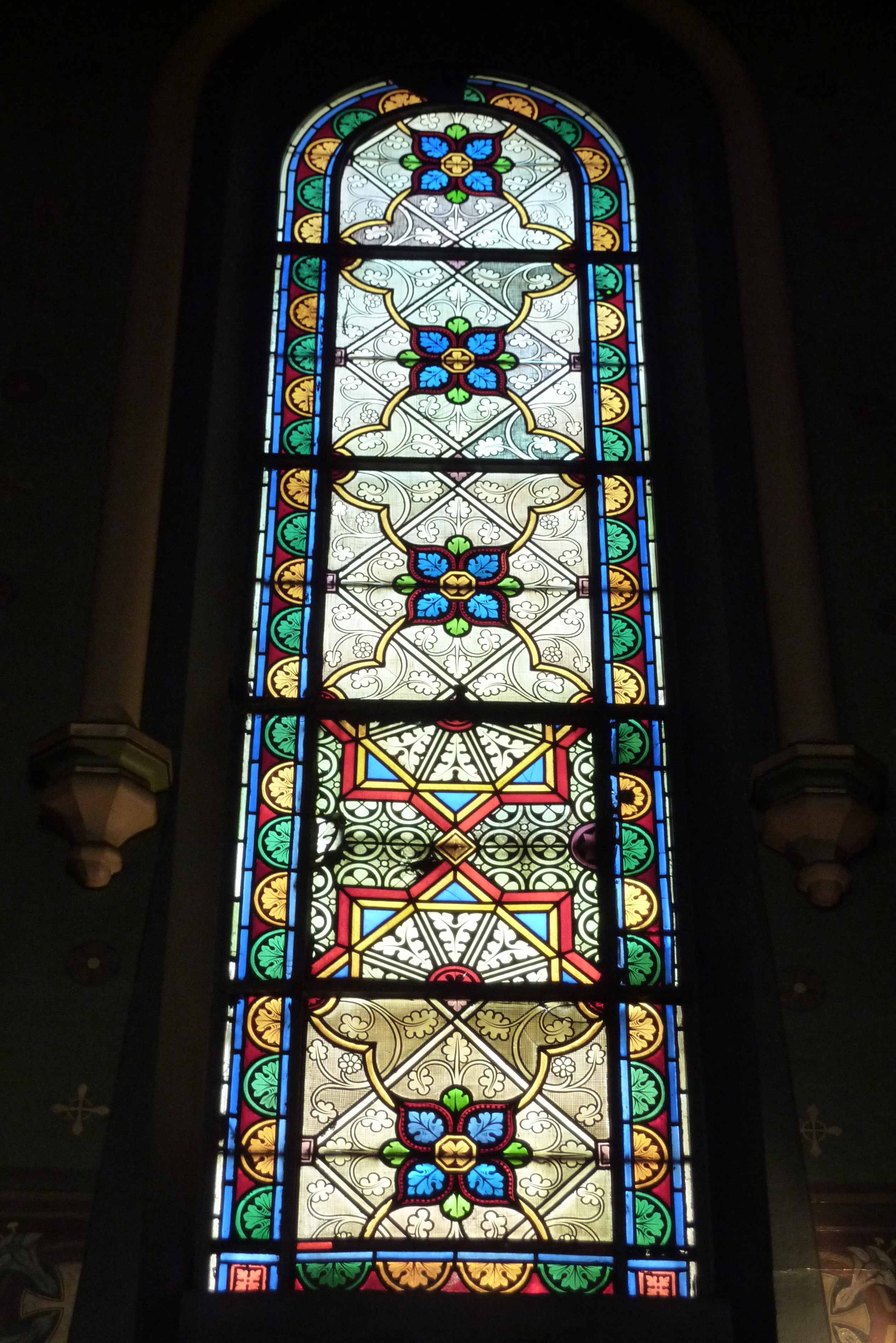
Аритмия в орнаментальных витражах Нотр-Дам де Пари

Аритми́я (от др.-греч. ἀρρυθμία — «неритмичность, нарушение ритма») — один из существенных приёмов организации художественного произведения, при котором происходит намеренный или случайный отказ от регулярных повторяющихся форм, а также совершается осознанный или подсознательный выбор в пользу демонстрации асимметрии во времени или пространстве.

## Краткая характеристика
Художественный (и медицинский) термин аритмия происходит от др.-греч. ἀρρυθμία (arhythmia) — что в дословном переводе означает неритмичность (или нарушение ритма).
В применении к искусству и художественному творчеству аритмия — есть один из существенных приёмов композиции (или организации формы целого произведения), связанный с избеганием регулярных ритмических форм (как визуальных, в изобразительном искусстве, так и слуховых, в музыке), а также тяготением к выбору асимметрии.
Будучи постоянной частью психологического построения человеческого восприятия мира, аритмия как художественный приём появился естественным образом ещё в первобытном, а затем античном искусстве, ярче всего проявив себя, прежде всего, в орнаменте — построенной на видимых повторах регулярной форме, где любая перемена или смещение визуального ритма в непрерывной цепочке повторяющихся фигур сразу бросается в глаза и выглядит особенно наглядной.
Одним из основных способов проявления аритмии является отчётливо проявляющий себя перерыв или заметный сбой в ритмическом повторении, что как правило связано с акцентуацией восприятия на каких-либо элементах композиции или резкой сменой масштаба ранее повторяющихся фигур, звуков или иных элементов художественного целого.
В случае построения симметричных изображений (или звуковых формул), под аритмией можно понимать внезапное нарушение или отклонение от принципа совершенной симметрии. С этой точки зрения понятием психологически родственным к аритмии и асимметрии в искусстве можно считать также — эксцентричность.
В качестве общего принципа композиции и формального метода организации художественного материала аритмия проявляет себя примерно одинаковым образом практически во всех видах искусства, где есть место повторяющимся фигурам, несущим в себе ту или иную форму ритма. Так, аритмию можно встретить в малых и больших формах архитектуры, в живописи и скульптуре, декоративно-прикладном искусстве и дизайне, а также музыке и танце.
Понятием противоположным к аритмии в искусстве является — эвритмия, в данном случае также понимаемая как наиболее общий художественный метод организации целого.